# Pirokumulus
Pirokumulus (latinski πυρ:pŷr ili pyrós - vatra + kumulus - hrpa) je gusti oblak kumulusa povezanog s vatrom ili vulkanskom erupcijom. Često se događa istovremeno s vatrenom olujom, no može se pojaviti neovisno.
Visinom doseže troposferu ili čak donju stratosferu i može uključivati oborine (iako obično slabe), tuču, munje, ekstremne vjetrove niske razine, a u nekim slučajevima čak i tornade. Kombinirani učinci ovih pojava mogu uzrokovati znatno veće širenje požara i uzrokovati izravne opasnosti na tlu uz "uobičajene" požare.
Prisutni su uglavnom u područjima s visokom razinom požara, poput Kalifornije, Azurne obale i jugoistočne Australije.

## Podrijetlo
Pirokumulus nastaje zbog intenzivnog zagrijavanja zraka iznad kopna, što uzrokuje konvekciju vrućeg zraka odn. termiku. Zračna masa raste do visine gdje postaje stabilna, često u prisutnosti vlage. Vlaga iz okoline (tj. vlaga koja je već bila u zraku prije ekstremne pojave) i vlaga uzrokovana izgorjelom vegetacijom ili. zbog erupcije vulkana dobro se kondenziraju zbog prisutnosti čestica pepela u zraku. Stvaranje oblaka može biti uzrokovano šumskim požarima, vulkanskim erupcijama i povremeno industrijskim aktivnostima. Eksplozija nuklearnog oružja također uzrokuje konvekciju, što stvara takozvani oblak gljivu. Prisutnost jezgre vjetra na malim visinama može pojačati njezino stvaranje.
U pirokumulusu su prisutne jake turbulentne struje, što se odražava u jakim udarima na površini, što može dodatno pridonijeti širenju požara. Veliki pirokumulus povezan s vulkanskom erupcijom može uzrokovati nastanak munja. Proces nije u potpunosti razjašnjen, ali pretpostavlja se da je povezan s polarizacijom naboja zbog jake turbulencije i sa svojstvima čestica pepela ili prašine u oblaku, a osim toga temperatura u oblaku je znatno ispod ledišta, pa se očekuje da će i elektrostatička svojstva kristala leda pridonijeti pojavi. Munjevni pirokumulus zapravo je podvrsta kumulonimbusa, olujnih oblaka, a u ovom slučaju naziva se i pirokumulonimbusom .

## Izgled
Pirokumulus je zbog pepela i dima često sive do smeđe boje. Često može biti vrlo širok ili povećan zbog povećanog stvaranja kondenzacijskih jezgri u prisutnosti različitih čestica, a to može rezultirati stvaranjem nove oluje čija munja može zapaliti nove požare.

## Učinci na šumske požare
U odnosu na vatru, pirokumulus može inhibirati ili stimulirati ili. pojačava širenje vatre. Ponekad se vlaga u zraku kondenzira, a zatim padne na područje požara poput kiše, koja ga može ugasiti. U slučaju da se pirokumulus uvelike poveća, nastaje pirokumulonimbus, podvrsta kumulonimbusa, koji stvaranjem munja može izazvati nove požare.